# Werner Müller (Politiker, 1927)
Werner Müller (* 18. Februar 1927 in Schelldorf (Tangerhütte); † 28. März 1983 in Magdeburg) war ein deutscher Politiker der DDR-Blockpartei DBD. Er war von 1975 bis 1983 Vorsitzender des Bezirksvorstandes Magdeburg der DBD und Abgeordneter des Bezirkstages.

## Leben
Müller, Sohn einer Bauernfamilie, besuchte die Volksschule und war von 1941 bis 1944  landwirtschaftlicher Lehrling auf dem elterlichen Hof. Er wurde 1944 zum Reichsarbeitsdienst und 1945 zur Wehrmacht eingezogen. Als Soldat geriet in sowjetische Kriegsgefangenschaft, besuchte eine Antifa-Schule in Minsk und wurde 1948 entlassen.
Müller arbeitete nach seiner Rückkehr von 1948 bis 1950 als Landwirtschaftsgehilfe bei den Eltern. Er wurde 1950 Mitglied der Demokratischen Bauernpartei Deutschlands (DBD) und der Gesellschaft für Deutsch-Sowjetische Freundschaft (DSF). Von 1950 bis 1953 qualifizierte er sich an der landwirtschaftlichen Fachschule in Neugattersleben zum staatlich geprüften Landwirt. Anschließend arbeitete er als Referent, Hauptreferent und ab 1955 als Leiter der Abteilung Land und Forst beim Rat des Bezirkes Magdeburg. 1958 wurde er kommissarischer Leiter der Abteilung Erfassung und Aufkauf beim Rat des Bezirkes. Ab 1958  war er auch Stadtverordneter in Magdeburg.
Von November 1958 bis Juni 1959 war er Stellvertreter des Vorsitzenden des Rates des Bezirkes Magdeburg, absolvierte dann ein Studium zum Diplomlandwirt. Von 1962 bis 1963 fungierte er erneut als stellvertretender Vorsitzender des Rates Bezirkes Magdeburg. Bei der Bildung des Bezirkslandwirtschaftsrates durch den Bezirkstag am 27. April 1963 wurde er als Hauptagronom der Produktionsleitung des Landwirtschaftsrates berufen. Er war Abgeordneter des Bezirkstages Magdeburg und seit 6. Dezember 1971 Mitglied des Rates des Bezirkes Magdeburg und Stellvertreter des Produktionsleiters beim Rat für Land- und Nahrungsgüterwirtschaft (RLN) des Bezirkes Magdeburg. Müller war er zunächst stellvertretender Vorsitzender des DBD-Bezirksvorstandes. Am 8. April 1975 wurde er als Nachfolger des aus Altersgründen zurückgetretenen Fritz Weißhaupt zum Vorsitzenden des DBD-Bezirksvorstandes Magdeburg gewählt. Am 10. November 1976 wurde er bei der Konstituierung des neuen Bezirkstages zum Vorsitzenden der Ständigen Kommission Erholung, Umweltschutz und Wasserwirtschaft gewählt. Auf dem X. Parteitag der DBD im Mai 1977 wurde er zum Mitglied des Parteivorstandes der DBD gewählt.
Werner Müller starb nach langer schwerer Krankheit im Alter von 56 Jahren in Magdeburg.

## Auszeichnungen
- 1954 Medaille für ausgezeichnete Leistungen
- 1974 Vaterländischer Verdienstorden in Bronze und 1980 in Silber